# Коцель
Коцель (словац. Koceľ, * ? — † 876) — князь Блатенського князівства на теренах сучасної західної Угорщини, син князя Прібіни та його баварської дружини.
Отримав баварське ім'я Gozil (Chozil), яке звучало в слов'янському варіанті як «Коцел».
Після смерті свого батька приблизно 861 року став князем у Панонському князівстві, до того був графом правдоподібно Блатенського графства як частини Блатенського князівства.
Відіграв важливу роль у підтримці християнства, коли у його столиці Блатнограді в Панонії 867 року гостювали Кирило і Мефодій, коли вони були на їхньому шляху до Риму. Солунські брати запалили Коцеля ідеєю поширення слов'янської літургії і виховали в Блатнограді приблизно п'ятдесят учнів.
На зламі 869/870 років папа Адріан II висвятив Мефодія на архиєпископа Панонії, про що його просив і Коцель. Його володіння не уникли уваги Риму і в наступних роках. Перед 14 травнем 873 року новий папа римський Іван VIII прислав Коцелеві листа, в якому дорікає йому, щоб його володіння «очистилося від перелюбу та інших поганських звичаїв». Далі йому прислав ще одного особистого листа, в якому називає двох чоловіків, здається Коцелевих вельмож, які зрадили своїх дружин. Просить Коцеля, щоб заборонив їх розлученню і подібно поступав також у інших схожих випадках. З обох листів випливає, що Рим був дуже добре проінформований про ситуацію в Паннонії. Це зумовлено тодішньою зовнішньополітичною ситуацією. Коцель був підпорядкований Східнофранкському королівству, і тому Рим був краще інформований про події в його князівстві, ніж про незалежні землі, як наприклад у Великій Моравії.

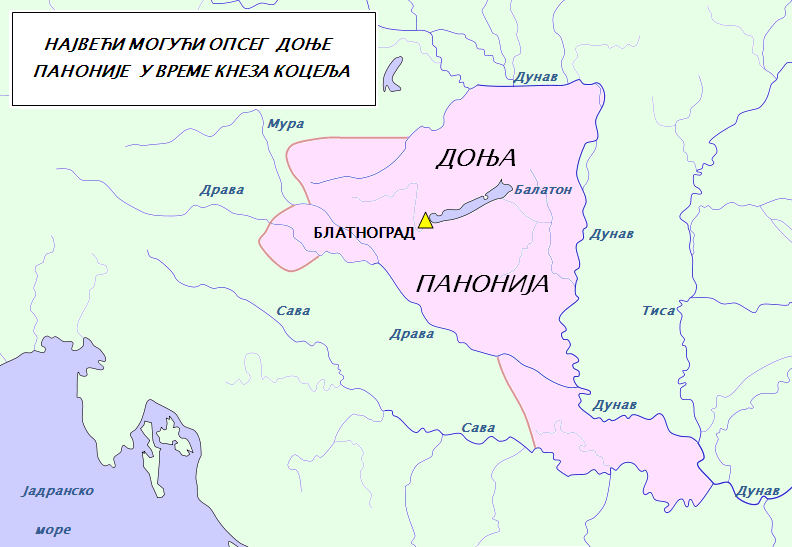

Причина смерті князя Коцеля оповита таємницею. Після його смерті князівство успадкували сини Вільям та Енгелшалк. Але не на довгий час, бо у 882–884 роках князь Святополк I на колишніх володіннях Коцеля здійснив кілька політичних чисток і після того ці землі включив у склад Великоморавії.